# دودمان تسرینگن

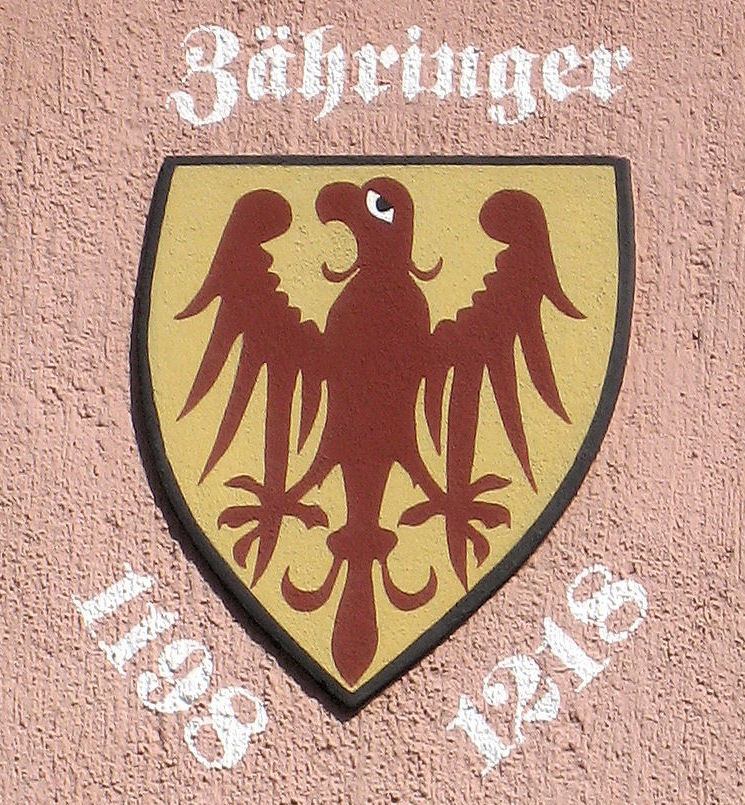
نشان دودمان تسرینگن در تالار شهرداری برایزاخ

دودمان تسرینگن (به آلمانی: Zähringer) دودمانی از اشراف آلمانی بودند که بر اشوابن فرمان‌می‌راندند. این دودمان شهرهای چندی را در سوئیس و بادن-وورتمبرگ کنونی بنیادنهادند. نام این دودمان از دژ تسرینگن در نزدیکی فرایبورگ گرفته شده‌است.

## تاریخچه
قدیمی‌ترین یادکرد از یکی از اعضای این دودمان به سال ۹۶۲ میلادی برمی‌گردد و مربوط است به کنتی به نام برتهولد که بر برایسگاو فرمان می‌رانده‌است. نوهٔ این برتهولد به نام برتهولد یکم (مرگ ۱۰۷۸ میلادی) حکومت چندین منطقه از جمله تورگاو، اورتناو و بار را به دست آورد، همچنین به واسطهٔ مادرش با خاندان اشتاوفر نیز خویشاوندی داشت. این برتهولد در آینده لقب دوشی کارنت و مارشه ورونا را به‌دست آورد. پس از آن او و سپس پسرش -برتهولد دوم در شورشی علیه هاینریش چهارم شرکت‌جستند. 
برتهولد چهارم یکی دیگر از اعضای این خاندان بیشتر زمانش را در التزام فریدریش بارباروسا در ایتالیا گذراند. پسر او برتهولد پنجم هم به دلیری نامور بود. او بنیادگذار شهر برن بود. با مرگ او در ۱۲۱۸ میلادی شاخهٔ اصلی دودمان تسرینگن منقرض‌شد.